# 366 Vincentina
366 Vincentina è un asteroide della fascia principale del diametro medio di circa 93,75 km. Scoperto nel 1893, presenta un'orbita caratterizzata da un semiasse maggiore pari a 3,1445970 UA e da un'eccentricità di 0,0551897, inclinata di 10,55387° rispetto all'eclittica.
L'asteroide è stato dedicato all'astronomo italiano Vincenzo Cerulli su proposta di Giovanni Boccardi.